# Čataj
Čataj (in ungherese Csataj, in tedesco Schattein) è un comune della Slovacchia facente parte del distretto di Senec, nella regione di Bratislava.